# Aspect inchoatif
L’aspect inchoatif (parfois: voix inchoative, aussi appelé aspect ingressif, ou inceptif, ou initif) s'est dit initialement de l’aspect d’un verbe qui indique soit le commencement d'une action ou d'une activité, soit l'entrée dans un état. Ce terme est également appliqué à diverses constructions verbales et éléments non verbaux susceptibles de conférer à l'énoncé cette même valeur (adverbes, particules etc.)
Le terme d’aspect ayant des acceptions différentes selon les linguistes, son utilisation pour l'inchoatif est contestée de longue date. On s'en tient ici à sa définition la plus générale (la représentation que se fait le locuteur du procès exprimé), qui inclut l'inchoatif, aussi bien que le progressif ou le résultatif par exemple, quelle que soit la manière qu'utilise telle ou telle langue particulière pour le traduire.
Il est difficile de restreindre l'inchoation à l'expression du début d'un procès par opposition à l'entrée dans un état. Dans les deux cas le passage d'un état initial (absence de propriété ou de procès) à un autre est mis en jeu : il y a passage de « rien » à « quelque chose ». Ce traitement permet de rendre compte des relations existant entre les formes à valeur inchoative et la transitivité. La différence entre inchoation et aspect progressif (pour une action « en train de » s'accomplir) est, de fait, plus complexe qu'il n'y paraît. On constate que « être en train de », lorsqu'il introduit être + adj. tend à prendre une valeur inchoative : « Là, tu es en train d'être désagréable »[réf. nécessaire].

## En allemand
1) Le préfixe verbal er- 

« Être en fleur » ou « produire des fleurs » peut se rendre par blühen, alors que le composé erblühen signifie nécessairement l'entrée dans l'état correspondant. Les compléments de temps des deux exemples suivants ne sont donc pas interchangeables :
Die Rosen blühen hundert Jahre lang « Les roses fleurissent cent ans »
Die Rosen erblühen in einem Tag « Les roses fleurissent en un jour »
On comparera également l'adjectif krank « malade », le dérivé verbal employé dans l'expression an etwas kranken (« pécher par quelque chose »), le dérivé avec alternance vocalique kränkeln « être malade » et l'inchoatif erkranken « tomber malade ».
er- a par ailleurs la propriété de transitiver un verbe : auf jemanden warten → jemanden erwarten « attendre quelqu'un ». 
2) Les particules séparables auf(-), ein(-), los(-), ein(-) 

Comparer : blühen (cf. ci-dessus) et aufblühen s'épanouir; brennen brûler anbrennen prendre feu, attacher (dans la casserole) etc.; gehen « aller » vs. losgehen « partir » ; schlafen « dormir » vs. einschlafen « s'endormir ».
Employé adverbialement, los est d'ailleurs employé comme signal de départ : 
Drei, zwei, eins … los! « Trois, deux, un… Partez ! »
3) le lexique verbal : sterben « mourir » est inchoatif/ingressif en comparaison avec tot sein « être mort ».

De nombreux verbes inchoatifs sont obtenus par décausativisation : On passe de « rendre adj » (causatif) à « devenir adj. » (inchoatif) par suppression de la transitivité. Par exemple, au verbe de position liegen « être allongé » répond le causatif legen « poser à plat », dont le décausatif sich legen signifie « s'allonger ».
S'ajoutent des verbes et auxiliaires tels que werden litt. « devenir » : krank werden est proche de erkranken: « tomber malade » ; beginnen « commencer », etc.
4) diverses locutions verbales, par exemple ins Schwitzen kommen « se mettre en sueur ».
Helbig & Buscha considèrent l'inchoation comme un cas particulier de fonctionnement perfectif, lequel est défini pour cette langue par une batterie de tests syntaxiques: choix de l'auxiliaire avec la forme dite Perfekt des verbes intransitifs (comparer : Er ist eingeschlafen vs. Er hat geschlafen qui répondent au fr. Il s'est endormi vs. Il a dormi), emploi du participe 2e forme en fonction d'épithète (das eingeschlafene Kind « l'enfant endormi », mais pas *geschlafene).

## En anglais
Ray Jackendoff fait remarquer que de nombreux verbes en anglais peuvent être employés dans un sens inchoatif ou statif, selon le contexte. Ainsi, « Bill stood on the table » peut signifier selon le cas : Bill s'est mis debout sur la table, ou Bill s'est tenu debout sur la table (comme dans : Bill stood on the table for hours). Des phrases telles que The enemy surrounded the city (« l'ennemi encercla / encerclait la ville ») ou Snow covered the hills (« la neige recouvrit / recouvrait les collines ») présentent la même ambiguïté. Il s'agit, soit d'un état, soit d'un événement dont l'aboutissement est l'état en question.
Jackendoff propose de considérer l'inchoatif comme une fonction, qu'il dénomme INCH, et considère (dans l'ouvrage en référence) comme « primitive », même s'il envisage qu'elle pourrait être décomposée en un faisceau de traits sémantiques plus généraux.
Il conteste également l'idée, exprimée par d'autres sémanticiens, que la primitive GO (« aller ») puisse se réduire à INCH (BE) (inchoatif de « être » dans son sens locatif), pour trois raisons :
- les verbes de type GO peuvent être employés sans idée de but (goal) explicite, comme dans The train traveled along the river / through the tunnel, etc. (« Le train longeait la rivière / traversait le tunnel...) »
- beaucoup de verbes de type GO, comme reach (« atteindre ») et go lui-même, peuvent être employés avec une idée de (dé)limitation (extent), comme dans The road reaches Kansas  City (« La route atteint / aboutit à Kansas City ») ou The fence goes along the river (« La clôture longe la rivière »)
- plus généralement, la notion de déplacement (motion) doit selon lui être une primitive du point de vue de la cognition spatiale, puisqu'on peut concevoir un objet en déplacement continu sans envisager ses points de départ et d'arrivée.

## En catalan
En catalan, les verbes du 3e groupe se répartissent entre un type dit inchoatif (incoatiu), qui intercale entre la racine et la terminaison un suffixe, en général -eix, ou en valencien -ix (exemple : le verbe « servir » se conjugue en « serveix » ou « servix » à la troisième personne du singulier de l’indicatif présent), et un type dit « pur » (exemple : le verbe « pudir » se conjugue en « put » à la troisième personne du singulier de l'indicatif présent).

## En occitan (Gascon)
En occitan gascon Beaucoup de verbes se terminant en -ir sont de type inchoatif. Ils se conjuguent en intercalant une particule dite infixe entre le radical et la terminaison: Radical + Infixe + Terminaison. Les infixes sont : eish ou ish en gascon. Par exemple, le verbe « partir » se conjugue « que parteishi » à la première personne du singulier, au présent de l'indicatif ce qui correspond à radical (part) + infixe (-eish-) + terminaison (i).
Dans certains dialèctes du gascon comme le béarnais, la première et deuxième personne du pluriel se construisent sans infixe (ex. que partim, que partitz)
La construction de type dit inchoatif se retrouve également au subjonctif.
Les autres dialèctes de l'occitan fonctionnent avec d'autres particules infixes. C'est le cas du languedocien qui utilise généralement l'infixe -iss-.

## En créole haïtien
En créole haïtien, des mots tels que pran, dérivé de l'expression française « se prendre à », ou vin (de « en venir à »), peuvent être utilisés comme marques d'aspect inchoatif :
Dan an pran fè m mal, la dent s’est mise à me faire mal
Manje a vin ap bouyi, le manger en est venu/s’est mis à bouillir.

## En espéranto
On emploie le préfixe ek- pour l’action ponctuelle:
bruligi → brûler (quelque chose) → ekbruligi → enflammer.
Le suffixe -iĝ- (eo) est également, de façon plus large, employé dans ce sens.

## En français

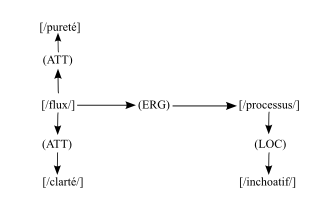
Place de l'inchoatif dans la molécule sémique correspondant au vers de Paul Éluard, Allume l'aube dans la source. ATT = attributif ; ERG = ergatif ; LOC = locatif. (Les liens sont entre parenthèses, les nœuds entre crochets.)

En grammaire française, plusieurs ouvrages de référence associent l’inchoatif à une liste finie de morphèmes et locutions :
1) le préfixe (en-) : s'endormir, s'envoler
2) le suffixe -iser : caraméliser, moderniser et certains verbes en -ir, du deuxième groupe, dérivés d'ajectifs et qui portent encore le sème inchoatif légué par le morphème étymologique latin -isc- (que l'on retrouve dans les formes conjuguées en -iss-) : verdir, noircir, blanchir...
3) divers auxiliaires de mode et locutions verbales : commencer à, se mettre à, entrer en, prendre (son envol), tomber (malade, enceinte etc.)
4) des verbes causatifs signifiant « rendre Adj. » rendus intransitifs par l'ajout du pronom réfléchi se (cf. ci-dessous les décausatifs du russe et de l'allemand) : se liquéfier (devenir liquide) provenant de liquéfier (rendre liquide).
Cette liste restrictive s'est vue considérablement allongée par les recherches articulant l'étude du lexique et de la grammaire. On peut ainsi, sans viser l'exhaustivité, ajouter :
5) de multiples emplois de verbes particulièrement polysémiques tels que passer ou prendre, qui, sans être toujours glosables par commencer ou devenir, n'en déclinent pas moins diverses facettes de l'inchoation:
- passer en tant qu'il pose une continuité entre deux états distincts : passer premier violon (acquisition d'un statut présenté comme une promotion), passer au vert (un devenir circonscrit par un nombre limité d'états possibles), passer à l'étape suivante etc. 
- prendre en tant qu'il marque l'acquisition d'un état stable : prendre de l'âge / du ventre (devenir âgé / ventru), la mayonnaise  a pris (il y a inchoation dans l'exacte mesure où l'on peut considérer qu'une mayonnaise qui n'a pas pris n'est pas encore - ou pas vraiment - une mayonnaise) ou plus nettement encore la mode a pris (si tant est qu'une mode qui ne prend pas n'est pas consacrée comme mode). Voir aussi le réemploi de prendre comme auxiliaire inchoatif en créole haïtien (cf. infra). 
6) certains emplois des temps grammaticaux. Notamment du passé simple :
Il chanta : des badauds s’attroupèrent [chanta → se mit à chanter]

Il chanta : les badauds applaudirent [chanta → interpréta une chanson]
7) Jean-Jacques Franckel relève en outre des emplois inchoatifs de la prédication de propriété lorsque celle-ci est marquée par tout suivi d'un adjectif : « (...) à côté de il est rouge qui correspond à l'attribution de la propriété être rouge, état stable, Il est tout rouge tend à mettre en jeu une dimension processive. Cela signifie qu'à la suite d'une circonstance particulière, il est devenu rouge, il a rougi au point d'être « saturé par le rouge » (...) Il est tout beau signifie qu'il s'est fait tout beau (...), tout propre qu'il est fraîchement lavé (...) ».

## En hongrois
Le hongrois utilise un grand nombre de préverbes, dont certains peuvent avoir un sens inchoatif. Toutefois, chacun d'eux a généralement plusieurs sens concurrents :
- el- (également: éloignement, arrivée, passage, remplissage, épuisement, excès, échec, duratif, perfectif)
- fel- / föl- (également : vers le haut, renversement, fixation, ouverture, désagrégation, intervention en public, perfectif)
- hozzá- (également : en direction de)
- ki- (également : vers l'extérieur, dépassement, jusqu'au bout, perfectif)
- meg- (également : perfectif-résultatif, brusque perfectivation, insistance / effectivité)
- neki- (également : vers, contre).

elsírja magát « se mettre à pleurer »
nekilendül « s'élancer ».
Certains suffixes déverbatifs peuvent aussi former des verbes à sens inchoatif :
- -ad / -ed (également : duratif-continu)
- -kodik / -kedik / -ködik (réfléchi).

ébred « se réveiller ».

## En latin
En latin, c'est une des valeurs remarquables du suffixe -sc- :
amāscō, « je commence à aimer » < amō « j'aime »

Dans la langue populaire, -sc- a également servi à créer des verbes dits causatifs ("rendre adj.") de sens transitif. Ernout relève (Ve siècle apr. J.-C.) innōtescō « je fais connaître », mollēscō « j'amollis ». Cf. infra.

## En russe

### Les préverbes
Les préfixes verbaux, ou plus exactement (cf. infra) les préverbes za-, po-, vz- (et sa variante slavonne voz-), raz- ont dans certains cas un sens inchoatif  :
On begal « Il courait en tous sens » → On zabegal « il se mit à courir (en tous sens) »
Process šël medlenno « le processus se déroulait lentement » [lit. allait] → Process pošël « le processus est en marche [litt. est-allé] » (Mikhaïl Gorbatchev).
Les conditions d'apparition de l'interprétation inchoative, et les valeurs engendrées, sont très variables suivant les préverbes. Raz- et vz- mettent en jeu l'intensité des procès. Dans le cas de po-, il importe que le simplex soit un verbe de déplacement dit déterminé autorisant la représentation d'un trajet, d'un déroulement (ci-dessus : pošël contrairement au verbe zaxodil qui marque une brusque mise en mouvement sans destination déterminée), ou encore une propriété qui ne s'acquiert pas immédiatement (pokrasnet - « rougir »). Il a été noté que les simplex correspondants pouvaient également assumer une valeur inchoative (« prendre le chemin de ») :
(...) sdav moloko, šël na pochtu (ex. étudié par J. Fontaine « Après avoir apporté le lait, elle se rendait à la poste » (i.e. elle en prenait le chemin)
L'interprétation inchoative du préverbe nécessite parfois l'ajout de la particule réflexive -sja postfixée à des verbes transitifs ou intransitifs: razgovorit'  « faire parler quelqu'un » → razgovorit'sja « se mettre à parler, entamer une conversation, sortir de son mutisme » ; plakat'  « pleurer » → rasplakat'sja « fondre en sanglots » (à côté de zaplakat « [se mettre à] pleurer »). De même : 
Iz iskry vozgoritsja plamja « De l'étincelle jaillira la flamme » (slogan révolutionnaire emprunté au poète décembriste A. Odoïevski) - sur goret'  « brûler, se consumer »
Remarque
Les préfixes verbaux désignés préverbes ont la propriété de faire passer les verbes qu'ils modifient dans la catégorie grammaticale des verbes perfectifs, lesquels ne s'emploient pas pour désigner une action en cours. Une propriété remarquable des préverbes inchoatifs russes est qu'à partir des composés obtenus, il est rare de pouvoir dériver des verbes imperfectifs. On distingue donc très nettement une inchoation imperfective (verbes simples : šël pris au sens « il prenait le chemin, se dirigeait vers »), d'une inchoation perfective (verbes préverbés : pošël signifiant « il partit; le voilà parti »).

### Les suffixes verbaux
Les suffixes verbaux -n- (syllabe inaccentuée) et e/a sur bases adjectivales marquent l'entrée dans un état : « devenir Adj. » Par exemple, sur la base complète ou tronquée de krepkij « fort, résistant » se construisent  respectivement krepčat'  (Marazm krepčaet « Le marasme empire », expression courante) et krepnut (Naši sily krepnut « Nos forces croissent »).
En outre, comme en allemand, le stock des verbes inchoatifs comporte de nombreux décausatifs : à côté de staret « devenir vieux » (inchoatif formé sur staryj "vieux") existe le dérivé causatif starit'  « vieillir, rendre vieux », à partir duquel se forme l'intransitif starit'sja « se faire vieux ».

### Les auxiliaires
Les auxiliaires à valeur inchoative, comme tous les auxiliaires indiquant telle ou telle phase du procès (commencement, continuation, fin) se combinent avec un verbe infinitif nécessairement imperfectif :
On načal (stal) plakat' « Il a commencé (s'est mis à) pleurer »

## En turc
On utilise le participe parfait aoriste + une forme du verbe olmak (être, devenir)  :
Utanır oldum : J'ai été pris de honte.
Israr etmezsen söz dinlemez olur : Si tu n'insistes pas il va se mettre à désobéir.